# ケモ夫人
『ケモ夫人』は、藤想による漫画作品。藤想のTwitterにて2021年10月27日より連載中。単行本はアフタヌーンKC（講談社）より発売されている。

## 制作
藤想は、以前描いた漫画でマズルの長い女性が可愛いと感じており、動物っぽい女性を描こうとふと思い立ったことから最初の設定イラストが完成した。そこに、「おのを持っておろおろしていたらかわいい」「困っているのを見たかった」という理由で斧を持たせたところ、予想外に似合っていたことからキャラクターの設定が出来上がった。
第1話は落書きとして適当に書いたものだったが、反響が大きかったことから、作品全体の構想を固めたうえで長編として構想されている。
単行本第1巻には前日譚に当たる書き下ろし番外編『FOXTAIL TNT（フォックステール ティーエヌティー）』が収録されている。

## 反響・評価
第1話での夫人のデザインやセリフなどが、半獣人が好きなインターネットユーザーの間で話題となり、Twitterでは多くのいいねを獲得した。
作品が話題になった後、担当編集がTwitterのDMで連絡を取ったことから、連載開始から2か月足らずで単行本の発売が決定した。
一方で、単行本の売り上げは振るわず、講談社からの刊行は4巻で打ち切りとなる。作者の藤想によると、万人受けするような話では無かったことが原因であるとしている。

## あらすじ
ケモ夫人は、突然巨人の討伐を依頼される。戦闘経験の無いケモ夫人は困惑するが、夫の紹介で、巨人研究所所長であるフォックステール博士と会う。しかしフォックステールも巨人討伐をすることになり、2人は共に行動する。道中、「巨人の指」と呼ばれる異形に襲われ、それを倒した2人はその遺体を回収すべく、回収船へと乗ることになる。その後、ケモ夫人の戦闘能力の低さを案じたフォックステールは、異形討伐研究会に参加させることにする。
異形討伐研究会のダンデのもとでの修行により、ケモ夫人は「温度」を感じる力を得る。その後、フォックステールと共に新たな巨人の指との戦闘を経て、巨人への有効打となる能力が存在することに気付く。それを検証するため、巨人の指と同じ能力を持つメイズナースと戦う。そして、フォックステールへの復讐を目論むユエラオ、ケモ夫人に同行するメイドのミックスナッツを巻き込む事態となる。

## 登場キャラクター
ケモ夫人
声 - 皆口裕子（ASMR）
動物のような頭部を持つ女性。「ケモ夫人」はフォックステールによる渾名で、本名は不明。カフェでお茶をすることが好きで、好物はポテト。
心優しく、楽観的な性格で、異形などの脅威に対しては臆病。半面、非常時でも危機感が薄いことがある。出会った人々からはその優しさを高く評価されている。
戦闘力は低いが、ダンデ曰く、一般的な戦いに用いられる「揺るがし打ち破る力」に対する「包み込む力」の持ち主。
突然巨人の討伐を依頼され、フォックステールらと共に巨人を討伐するため旅立った。異形討伐研究会では、ダンデの訓練により「温度」を感じ取る力を習得した。
夫
ケモ夫人の夫。基本的にケモ夫人の電話や遠隔デバイス越しに登場する。ケモ夫人を守るための手段に自身の肉体を使用しており、大幅な改造によって自宅から離れることができない。
ケモ夫人に厳しい言葉をかけることもあるが、彼女を愛しており、遠隔でサポートを行う。
遠隔デバイスは多くの機能を持ち、ケモ夫人の電話は変形して武器や壁となったり、ポテトを転送・調理したりすることができる。自宅でのケモ夫人との交流ではエリマキトカゲ型のスペアボディを使用している。
ティンバー・コレクトウッド
世界正義の所属者。サングラスをかけた男で、英語で会話を行う。依頼人による巨人討伐の依頼は受けていないが、巨人を殺したがっており、居場所を探ろうとしている。
電話をかけた相手の場所を特定できる能力を持つ。依頼人の武器は持たないが、銃を用いて戦い、異形や巨人の指と戦うことができる。
フォックステール博士
巨人研究所の所長。白衣を着た少女で、右目の瞳が渦巻き状に、左目は空洞になっている。巨人の研究を行っており、武器の発明もしている。ケモ夫人からの呼称は「博士ちゃん」。
「天才」「悪の科学者」を自称する自信家で、自身の発明によって巨人を討伐することを目的としている。過激な発言や行動をすることもあるが、人命やケモ夫人のことを大切に思っている。
ケモ夫人の夫による紹介でケモ夫人と出会った直後、彼女も巨人討伐を依頼され、共に旅立った。
『FOXTAIL TNT』時点ではフォックステールちゃんと呼ばれており、左目がある。
グリッジ博士
回収船の研究者で、フォックステールの同僚。眼鏡をかけた面長の男性。
フォックステールの発明品や発想力を高く評価しているが、同時に真っ当な倫理観や紳士的な礼節も持つ。
ユエラオ
回収船の研究員。その正体は他組織の人間で、真理器官を所持している。
回収船のデータを盗もうとしていたが、裏切りが発覚し、真理器官を切除され、沼地に置き去りにされた。その後、巨人の指「老龍」と一体化して神性を得、フォックステールへの復讐を望むようになった。人格が老龍と混濁し、悪霊に取り憑かれた状態となっていたが、メイズナースとミックスナッツの攻撃、ケモ夫人の行動を受けて落ち着きを取り戻した。
スペアダスト
ツインテールの少女。本人は自分の名を「最低な名前」としている。ダンデからの呼称は「小娘」。
破棄領域に指定された聖域ホテルの警備を行っていたが、ケモ夫人らとの戦闘を経て解雇された。その後、異形討伐研究会で再会した。
ウーデンが生成した爆弾を起爆することができる。
ウーデン
スペアダストと共に聖域ホテルの警備を行っていた男。彼女と行動を共にしており、解雇後は共に異形討伐研究会に出席している。
爆発とともに毒針を飛ばす爆弾を生成する能力を持つ。異形討伐研究会での訓練により、毒針がない分応用力の高い「安全爆弾」を生成できるようになった。
メイズリーク
弁護士。ケモ夫人の夫との面識がある。「全ての人間には地獄から這い出る権利がある」と信じており、病気条約の抜け穴を掻い潜ることを専門としている。
聖域ホテル内のリナトォを回収するため、グリッジに招聘された。
指先からUSBコネクタを出すことができ、条約の眼との交信時に利用する。
ダンデ
異形討伐研究会のメンバー。ケモ夫人と同様に動物のような頭部を持つ。額に第三の目があり、腕が合計4本あるが、どちらも普段は隠れている。ユエラオとの戦闘で左腕の一本を失った。
斧を自在に投擲し、異形を討伐する高い戦闘力を持つ。ケモ夫人を生徒に迎え、修行により「温度」を知覚する力を目覚めさせ、彼女の強い優しさを認めた。
メイズナース
ナース服を着た女性。メイズリークの妹で、メイズリークからは「メイ」と呼ばれる。
法務省に侵入し、人間基盤の「ハムスターを生み出す」ポートのキーを盗んだことで、巨人の指ペルコ個体と同様の能力を獲得している。
「能力」マニアであり、巨人の指などが持つ能力や、ケモ夫人のような無能力者が能力者に抵抗する様子に強い関心を示す。世界正義の巨人の指アラート網を盗聴しており、興味本位で巨人の指に干渉している。
ミックスナッツ
ケモ夫人の邸宅のメイド。元から笑いに関して独特な感覚を持っていたが、ケモ夫人の夫の実験に協力したことで、精神が防衛反応を起こして「痛み」の感覚を笑うようになった。ケモ夫人の一時帰宅後、本人の希望で巨人討伐に同行する。
実験を経たことにより、奇妙なポーズを取ったり言葉を発することで周囲の人間や物体を「笑わせ」、攻撃する力を得た。本人はこの能力を「技術」と呼称しており、巨人の神性も突破することができる。

## 用語

### 巨人関連
巨人
詳細不明。足跡が湖を作るほどの巨体と、通常の兵器を無効化する「神性」を持つ。神性を突破するためには、依頼人が支給する神器で攻撃するか、キーを用いて基盤のポートを起動する必要がある。再生能力があり、傷口が木の根のような物体で覆われる。
巨人研究所には巨人の皮膚が収容されている。
依頼人
ケモ夫人とフォックステールに巨人討伐を依頼した存在。帽子を被った男性のような外見をしている。
空間を歪曲させて前触れなく出現し、被依頼者に「これで巨人を討伐してください」という言葉と共に武器を支給する。支給する武器は巨人の神性に対しても効果を示す。武器が破損すると再出現して新しい武器を支給するが、再支給数は有限。
被依頼者に巨人を討伐する能力がないと判断すると、その人物を殺害する。
上級神器『リナトォ』
刃に目のような意匠がある片刃式の斧。神話でも有名な異形殺しの武装。初めにケモ夫人に手渡された斧が壊れた後、新たに支給された。
一時は聖域ホテル内に置き去りにされたものの、メイズリークの助けを得て取り返した。

巨人の指
特殊な能力を持つ怪物。神性を持ち、「異形」と呼ばれる通常の怪物よりも危険。複数体存在する。
ペルコ個体
都市ペルコに出現した個体。頭部が下顎しかなく、そこに十字架が生えた少女のような外見をしている。
空中や物質の中からハムスターを出現させる能力を持つ。ハムスターはケモ夫人の斧を折るほどの強度がある。ただし、ハムスターを水中に出現させることはできない。
ケモ夫人とフォックステールによって討伐され、回収船に収容された。
老龍（ラウロン）
沼地にいる個体。大型だが、神性が腐りかけている。沼地に置き去りにされたユエラオの「飢え」に共鳴し、一体化して巨人の指の力を与えた。
529個体
都市529に出現した個体。マネキンのような外見をしている。
周囲の人間へ精神的な攻撃を行い、絶頂に達した者を殺害する能力を持つ。メイズナースによって討伐された。

巨人倫理
巨人の出現に伴って変化した、作中世界の人類の倫理観。
病気条約
巨人倫理に共鳴するように制定された、病的に変質し、歪んだ条約。本来は人間が巨人に対抗するために制定されたものだが、人間に害を与える場合もある。
メイズリークが聖域ホテルのプロテクトを突破しようとした際には条約の眼と呼ばれる無数の眼球が現れ、メイズリークと交信を行った。
降雪停戦
条約に基づいた規則の一つ。降雪時の停戦と撤退を義務付ける。

悪霊
倫理と条約、人間基盤の相互関係によって生じる状態異常。陥った人間は認識に異常をきたし、永遠に混乱し続ける。

### 組織
巨人研究所／巨人討伐研究機関
フォックステール、グリッジ、ユエラオ（脱退）が所属する組織。空を飛び、解剖室やカフェなどを有する回収船などの豊富な設備を持つ。
異形討伐研究会
巨人研究所と協力関係にある組織。ダンデらが所属する。ケモ夫人の討伐訓練のため、フォックステールによって紹介された。
世界正義
コレクトウッドが所属する組織。巨人の指の発生を知らせるアラート網を専有している。

### その他
聖域ホテル（サンクチュアリーホテル）
全233条の条約によって安全が保障されている建物。外敵は現れないが、依頼人は出現することがある。
依頼人の出現後、破棄領域に指定された。建物内に忘れられたリナトォを奪還するため、ホテルごと回収船によって回収された。
真理器官（トゥルースオーガン）
現実世界を捻じ曲げる力を持つ狂人の腫瘍。ユエラオが所有していたが、フォックステールのムーンタッチャーによって無効化された上、ユエラオから切除されて実験の対象となった。
人間基盤（プラットフォーム）
全ての人間の体内にあるとされる電子部品のような器官。「温度」と呼ばれる感覚を司る。人間基盤に関する研究は病気条約で禁じられている。
ポートという複数の窓口があり、そこにキーを使用することで様々な現象が起きる。ポートの一つには「ハムスターを生み出す」ものがあり、ペルコ個体やメイズナースはそのポートにキーを使用することで能力を発動している。巨人の指にも人間基盤に近い基盤があるため、キーの使用で神性を突破することができる。
ケモハウス
ケモ夫人の邸宅のフォックステールからの呼び名。豊富なプレイルームを備える。
望郷『全て』
ミックスナッツの故郷の郷土料理。小川豆腐の小屋蒸し・鐘琥珀・洞窟の骨の扇焼き・黒デルタ・土の流星の塩炙り・子袋怪魚の乱れ叩きで構成される。食べる際には独自の古食器を用いる。

## 書誌情報
- 藤想 『ケモ夫人』 講談社〈アフタヌーンKC〉、全4巻
  1. 2022年2月22日発売[7]、ISBN 978-4-06-527384-5
  2. 2022年5月23日発売[8]、ISBN 978-4-06-528271-7
  3. 2022年8月23日発売[9]、ISBN 978-4-06-528828-3
  4. 2022年10月21日発売[10]、ISBN 978-4-06-530039-8

## メディアミックス
単行本発売と同日である2022年2月22日に、ASMRが『電撃G's magazine』（KADOKAWA）の音声ブランドである「G'sこえけん」より発売。